# カタコンベ系諸正教会
カタコンベ系諸正教会（ロシア語: Катакомбная церковь）とは、在外ロシア正教会と同様に、1927年にモスクワの府主教であり総主教代理代行であったセルギイ・ストラゴロツキー（日本正教会の府主教セルギイ・チホミーロフとは別人）が公にした「忠誠宣言」に反対し、セルギイの総主教位継承を認めず、セルギイの後継者達に対しても長くその正統性を認めず、主として地下で活動を行ってきたロシア正教会の諸潮流の総称。
カタコンベ系諸正教会の自称としては他に「真の正教会」「真の正教ハリストス教徒」などがある。過去どれほどのカタコンベ教会が活動していたのか、またソ連崩壊後の現在にどれほどのカタコンベ教会が活動しているのか、いくつかの憶測はあるがその実情は未だ明らかではない。

## 概要
ロシア革命後、激しい宗教弾圧を行うソヴィエト政権に対して、正教徒の対応は大きく三つに分かれた。
1. 国内にとどまりソヴィエト政権と妥協して（屈して）合法的に宗教活動を継続する（→現在のモスクワ総主教庁・ロシア正教会主流派）
2. 国内にとどまりソヴィエト政権に抵抗して非合法に宗教活動を継続する
3. 海外に亡命する（→在外ロシア正教会を形成）

上記のうち2番に、「カタコンベ系諸正教会」「地下教会」（自称として「真の正教会」「真の正教ハリストス教徒」）と呼ばれるグループが含まれる（組織的に分派を形成して抵抗した者ばかりではないので「2」の全てが「カタコンベ系諸正教会」に該当するものではない）。
ただしこれらはあくまで概略・大枠である。ロシア正教会主流派に所属しつつ（表面的には上記「1」）、聖堂がソヴィエトにより閉鎖されている期間に密かにバラック小屋で奉神礼を行い（内実として上記「2」）、その後ロシアに開設された在外ロシア正教会の教区に移籍した（ソヴィエト崩壊後、上記「3」の系統へ）主教といった事例もあるなど、実際には単純に一貫して三分割できるケースばかりではない。ソヴィエト政権崩壊後、カタコンベ系正教会の中から在外ロシア正教会が開設したロシア国内の主教区に移るものも相次いだ。ただしロシア正教会と在外ロシア正教会とは、2007年に和解が成立している。
また、カタコンベ系正教会と総称されるグループ内にも互いに見解の不一致や対立があり、一つのまとまった組織が形成されているわけではない。

## 成立経緯と背景
ロシア革命後、共産主義政権（ボリシェヴィキ、ソビエト連邦政府）は正教会を含めて宗教弾圧を行った。1918年から1930年にかけておよそ4万2千人の聖職者が殺された。
当初、モスクワ総主教に着座していたティーホンは、ボリシェヴィキを破門するなど厳しい姿勢で事態に対処しようとしたが、ボリシェヴィキ政権からの弾圧が苛烈なものになるなかで自身が逮捕され方針を転換。1923年にソヴィエト政府に対する敵対的態度の謝罪と、ソヴィエト国家への忠誠を声明して釈放された。ティーホンの釈放は、ソヴィエト政府の支援によって作られた分派「生ける教会」の衰退という結果をもたらし（ソヴィエト政府が分派を支援する理由がなくなったため）、ティーホンは死ぬまでの晩年をソヴィエト政権との困難な交渉に費やした。その姿勢については、転向声明を余儀なくされたとはいえ、革命政府の迫害に毅然とした態度を崩さなかったと評される（そうした評価ゆえに列聖されている）。
ティーホン永眠後、後任の総主教選出は許されず、紆余曲折ののちセルギイ・ストラゴロツキーが総主教職の代理を務めることになったが、前任のティーホンより踏み込んで、セルギイはソヴィエト政府に対して妥協を深めた。
セルギイ総主教臨時代理代行は1927年（この年、ソ連ではネップが破綻して、スターリンにより農村の「集団化」が始まり、教会には「反革命集団」のレッテルが貼られ、教会を巡る立場がさらに悪化していた）にはソヴィエト国家に対する忠誠を誓う宣言を発し、その中で、教会が常にソヴィエト政府とともにあること、政府が教会に示した配慮に感謝の意を表している。このセルギイによる宣言はティーホンの声明を踏襲するものではあったが、日々の祈祷で政権の安寧を祈ること、在外正教徒に対して反ソ活動を禁じること、（分派ではない）ロシア正教会への復帰を呼びかけていることなどが盛り込まれ、ソヴィエト政権により歩み寄る内容となっていた。こうした宣言やセルギイ本人と政権との関係への疑惑の存在により、国外の正教徒、および国内の分派（地下教会の信者など）の憤激を惹起することとなった。
こうした内外の動揺まで引き起こしてまでセルギイ総主教臨時代理代行はソヴィエトに譲歩したが、政府からは対価を得ることが出来ず、「忠誠宣言」から2年後の1929年にはスターリンにより「宗教団体に関する法律」（宗教団体による伝道活動・慈善活動・教育活動の禁止などを含む）が定められ、より状況は悪化した。1930年代には3万から3万5千の司祭が銃殺もしくは投獄された。1937年と1938年には52人の主教のうち40人が銃殺された。1930年に3万あったといわれた教会は、1939年になると教会として機能する聖堂は100ほどに減少した。
このような激しい宗教弾圧下で、地下に潜って信仰生活を継続したカタコンベ系正教会に所属する正教徒らは、ソヴィエト政権を反キリストとみなし、反キリストに従うことを避けようとして、身分証明書および年金の受け取りの拒否、選挙への不参加、兵役の拒否、コルホーズへの不加入、学校教育の否定といった態度をとった。
ソ連時代、および現在のカタコンベ系正教会の規模は不明である。また、共産主義政権に屈しなかったという聖性のイメージから、ソ連崩壊後に「カタコンベ教会」を名乗る「偽カタコンベ教会」の存在も指摘されている。
激しい弾圧に際して、本国に残った主流派ロシア正教会がソ連当局に妥協したこと自体はやむを得ないことであり、妥協・協力ゆえに共産主義政権下で生き残る事が出来たのであるが、妥協が度を過ぎて癒着とも言える面があった問題については、正教徒も認めている。